# Ángel Álvarez
Ángel Gutiérrez Álvarez, conegut com a Ángel Álvarez, (Oviedo, Astúries, 14 de novembre de 1919 - Madrid, 22 d'agost de 2004) va ser operador de ràdio en Ibèria i locutor de ràdio espanyol.

## Biografia
Fill d'un tapisser socialista, de jovenet es va establir a Madrid i es va dedicar en exclusiva a l'aviació fins a l'any 1960, treballant com radiotelegrafista d'Iberia. En els seus innombrables viatges professionals a Nova York va recopilar gran quantitat de vinils impossibles de trobar a Espanya. En 1960 comença la seva trajectòria de comentarista musical radiofònic en l'emissora La Voz de Madrid, on presenta l'espai Caravana musical, que va romandre en antena fins a 1981.
En 1963 inicia les seves emissions a Radio Peninsular el mític programa Vuelo 605, que romandria en antena més de 40 anys sota la seva direcció. L'espai s'emetria també a Radio Madrid, Cadena Minuto i, finalment, M-80 Radio.
També va presentar Festival del Mundo, Torre de Manhattan, Alta Fidelidad, Los clásicos de la música ligera i Imagen de un famoso, aquests últims a Radio Nacional de España.
En 1991, Álvarez va fer un especial sobre el grup estatunidenc The Doors en el programa de televisió "Informe semanal", i va tenir l'oportunitat de veure a Jim Morrison en directe en l'època dels 60.
Ángel Álvarez va estar presentant Vuelo 605 fins a dos mesos abans de la seva defunció.

## Premis
- Premi Nacional de Ràdio, per Alta Fidelidad de Radio Nacional de España (1972).
- Premi Óscar de la Publicitat al millor programa musical per "Vuelo 605" (1974).
- Asturià de l'Any (1980).
- Premi Ondas (1996).
- Antena de Oro 2000 (1999).
- Guardó honorífic dels Premis de la Música per la seva contribució a la difusió d'aquest art (2002).

A més, en 2000 va rebre una Antena d'Or pel seu "magisteri durant quatre dècades en la ràdio musical" i en 2002 el guardó honorífic dels Premis de la Música per la seva contribució a la difusió d'aquest art.